# ألكسندر ميليتيتش
ألكسندر ميليتيتش هو لاعب كرة قدم صربي في مركز الدفاع، ولد في 1 أبريل 1996 في نوفي بازار في صربيا. لعب مع رادنيتشكي 1923 ‏.

## وصلات خارجية
- ألكسندر ميليتيتش على موقع قاعدة بيانات كرة القدم.إي يو (الإنجليزية)
- ألكسندر ميليتيتش على موقع Soccerway.com (الإنجليزية)